# Mitte (okręg administracyjny Berlina)
Mitte – pierwszy okręg administracyjny (Bezirk) Berlina. Liczy ponad 368 112 mieszkańców. Powstał w 2001 z połączenia dwóch okręgów administracyjnych Berlina Zachodniego: Tiergarten i Wedding oraz jednego okręgu administracyjnego Berlina Wschodniego – Mitte. Siedziba administracji okręgu znajduje się w ratuszu Tiergarten.
W okręgu znajdują się: Reichstag, Bundestag, Bundesrat, Alexanderplatz, Berliner Fernsehturm, Brama Brandenburska, Zamek w Berlinie, Plac Poczdamski, Nowa Synagoga, Unter den Linden, Wyspa Muzeów oraz większość ambasad.

## Podział administracyjny
Pierwszego stycznia 2001 roku trzy dotychczasowe dzielnice (Mitte, Tiergarten i Wedding) zostały połączone w jedną, nową – Mitte. Jest ona jedną z dwóch dzielnic (obok Friedrichshein-Kreuzberg), która powstała z części dawnego Berlina Wschodniego i Zachodniego. W języku potocznym w dalszym ciągu nazwą Mitte określa się obecną część miasta Berlin-Mitte, a nie całą połączoną dzielnicę.
Dzielnica Mitte dzieli się na sześć części:
| Nazwa części       | Powierzchnia [km²] | Liczba mieszkańców | Liczba mieszkańców na kilometr kwadratowy | Położenie na mapie dzielnicy |
| ------------------ | ------------------ | ------------------ | ----------------------------------------- | ---------------------------- |
| 0101 Mitte         | 10,70              | 93.144             | 8.705                                     |                              |
| 0102 Moabit        | 7,72               | 77.344             | 10.019                                    |                              |
| 0103 Hansaviertel  | 0,53               | 5.710              | 10.774                                    |                              |
| 0104 Tiergarten    | 5,17               | 14.491             | 2.803                                     |                              |
| 0105 Wedding       | 9,23               | 84.890             | 9.197                                     |                              |
| 0106 Gesundbrunnen | 6,13               | 91.543             | 15.097                                    |                              |

Znaczna część dzielnicy jest stosunkowo gęsto zamieszkała. Jej przeciętna gęstość zaludnienia jest dwukrotnie większa niż w całym Berlinie. Jedyny wyjątek stanowi część dzielnicy Tiergarten, w której gęstość zaludnienia wynosi połowę tej, jaka jest w całym Berlinie. Hansaviertel jest najmniejszą częścią miasta pod względem powierzchni spośród wszystkich 96 jednostek Berlina.

## Historia

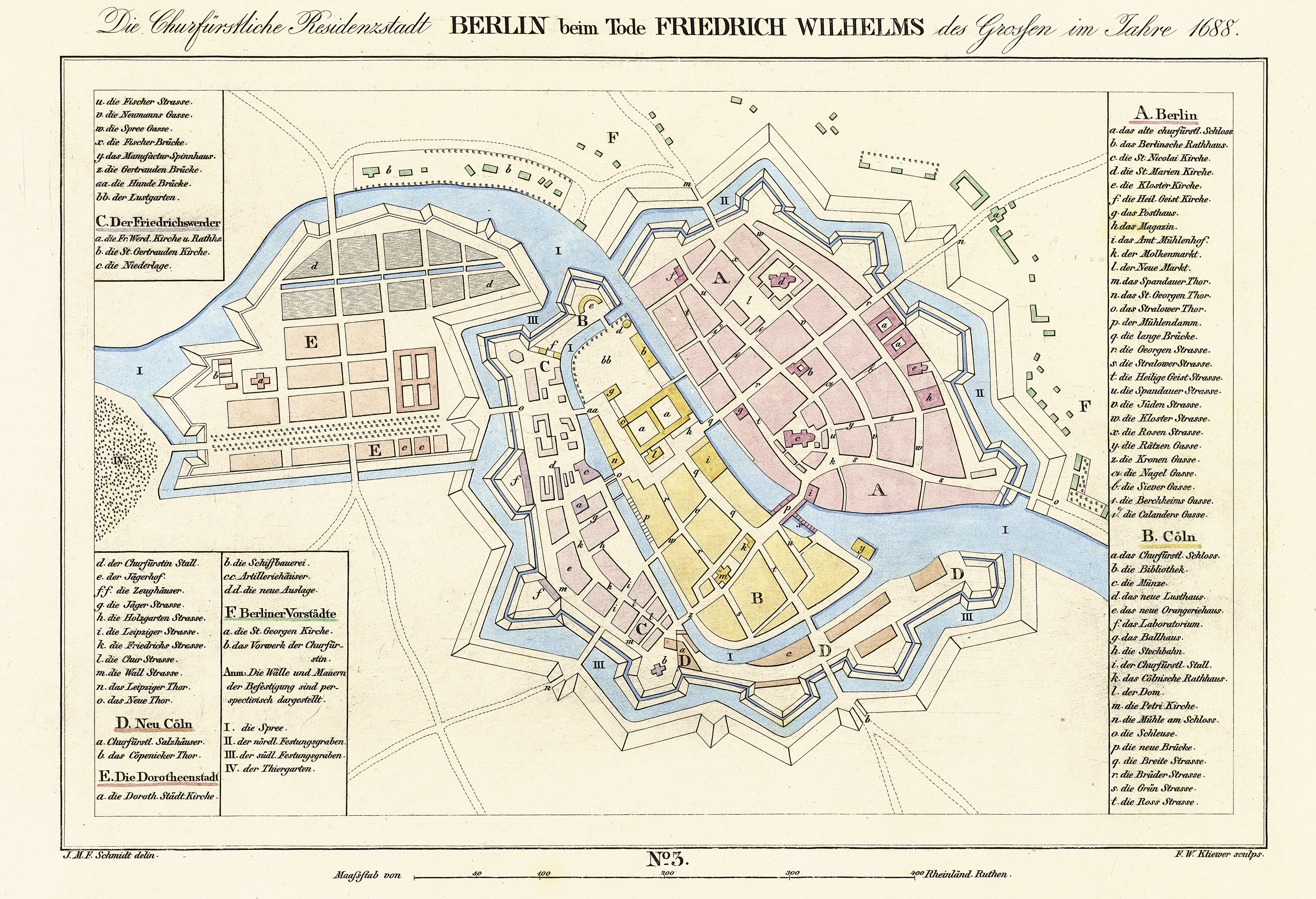
Spreeinsel (żółta) na planie miasta z 1688

Stary Berlin powstał w rozwidleniu Sprewy i tworzył się na wielu mieliznach poprzecinanych płytkimi brodami. Na najwyższej z nich, na środku Sprewy, osiedlili się pierwsi rybacy. Została nazwana Fischerinsel i jest dziś częścią Spreeinsel. Tam też utworzyła się osada targowa. Na jej głównym placu, Molkenmarkt, stał Roland z Berlina (dziś znajduje się na drugim brzegu Sprewy w Märkisches Museum).
Oba rozwidlenia Sprewy są dziś mocno przebudowane. Na północy wyspy znajduje się dziś kompleks muzeów na tak zwanej Wyspie Muzeów. Na środku znajdował się zamek miejski w Berlinie (wysadzony i rozebrany w 1950 r., zrekonstruowany w latach 2013–2020). W tym samym miejscu stał Pałac Republiki, którego wyburzanie zakończono w 2009 r. Na południu znajdują się budynki mieszkalne. Od wschodniego brzegu rozpościera się duży plac z wieżą telewizyjną (Berliner Fernsehturm) i Alexanderplatz. W pobliżu Fischerinsel znajduje się Czerwony Ratusz i Nikolaiviertel z najstarszym kościołem w Berlinie.

## Mieszkańcy

Piramida mieszkańców dzielnicy w 2010

30 czerwca 2016 r. dzielnicę Mitte zamieszkiwało 368 122 mieszkańców na powierzchni 39,5 km². Daje to gęstość zaludnienia na poziomie 9327 mieszkańców na kilometr kwadratowy. 31 grudnia 2012 udział obcokrajowców wynosił 28,2%, a migrantów 46,6%. Obie te wartości były wtedy najwyższymi spośród wszystkich dzielnic Berlina. 30 kwietnia 2013 r. stopa bezrobocia wynosiła 14,1%. 31 grudnia 2012r. przeciętny wiek mieszkańca Mitte wynosił 39,1 lat.
| Udział mieszkańców z tłem migracyjnym (2010)                                                | Udział mieszkańców z tłem migracyjnym (2010) |
| ------------------------------------------------------------------------------------------- | -------------------------------------------- |
| Niemcy bez tła migracyjnego                                                                 | 55,5% (184.000)                              |
| Niemcy z tłem migracyjnym i obcokrajowcy                                                    | 44,5% (144.000)                              |
| Migranci z krajów muzułmańskich (Turcy, mieszkańcy Ligi Państw Arabskich, Irakijczycy itp.) | 18,0% (60.000)                               |
| Imigranci z Krajów Unii Europejskiej                                                        | 10,7% (35.400)                               |
| Pozostali (m.in. mieszkańcy byłej ZSRR, Azji wschodniej, Afroniemcy, Jugosłowianie itp.)    | 14,5% (48.000)                               |

## Polityka
W 2006 burmistrzem okręgu Mitte został Christian Hanke. Został wybrany z listy SPD, przy poparciu Linke i FDP jako kontrkandydat dla partii CDU i Zielonych. W wyborach w dzielnicach Berlina, poparcie dla kandydatów nie jest jednoznacznie z koalicją (inaczej, niż w wyborach do Landtagu), jednak partie próbują porozumieć się ze sobą w kwestiach programowych, by móc stworzyć większość. W latach 2011–2016 istniało porozumienie partii SPD i CDU.

### Burmistrzowie dzielnicy
Burmistrzami po zjednoczeniu okręgu byli:
- Joachim Zeller (CDU), styczeń 2001 – październik 2006
- Christian Hanke (SPD), październik 2006 – październik 2016
- Stephan von Dassel (Grüne), od października 2016

### Herb
Herb dzielnicy Mitte został na nowo zaprojektowany i stworzony przez heraldyka Theodora Lorenza po zjednoczeniu dzielnic. Senat Berlina nadał go okręgowi 9 października 2001 roku.

#### Opis
Pole tarczy herbowej podzielone jest w sposób pierzasty na sześć części w kolorach białym i srebrnym. Na niej nałożona jest tarcza sercowa przedstawiająca czarnego niedźwiedzia z czerwonymi łapami i językiem, który trzyma niebieską tarczę z prostym liliowym berłem. Nad tarczą herbową znajduje się corona muralis z trzema wieżami. Na środkowej widać herb Berlina.

#### Uzasadnienie
Czerwony i srebrny są historycznymi kolorami Berlina. Tarcza sercowa z Niedźwiedziem Berlińskim wskazuje na to, że obecna dzielnica Mitte jest historycznym centrum Berlina. Tak samo znaczy centralne położenie tarczy sercowej na pierzaście podzielonej tarczy herbowej. Mała tarcza z berłem zastosowana była w herbie Dorotheenstadt i jest to oznaczenie władcy. Wskazuje to na historyczną rolę Berlina jako miasta rezydencji i stolicę innych niemieckich landów. Corona muralis jest elementem łączącym wszystkie herby dzielnic Berlina.

## Współpraca
Miejscowości partnerskie:
- Beyoğlu, Turcja
- Bottrop, Nadrenia Północna-Westfalia
- Holon, Izrael
- Higashi-Ōsaka, Japonia
- Kassel, Hesja
- powiat Schwalm-Eder, Hesja
- Shinjuku, Japonia
- Terézváros, Węgry
- Tourcoing, Francja
- Tsuwano, Japonia

### Dzielnica rządowa

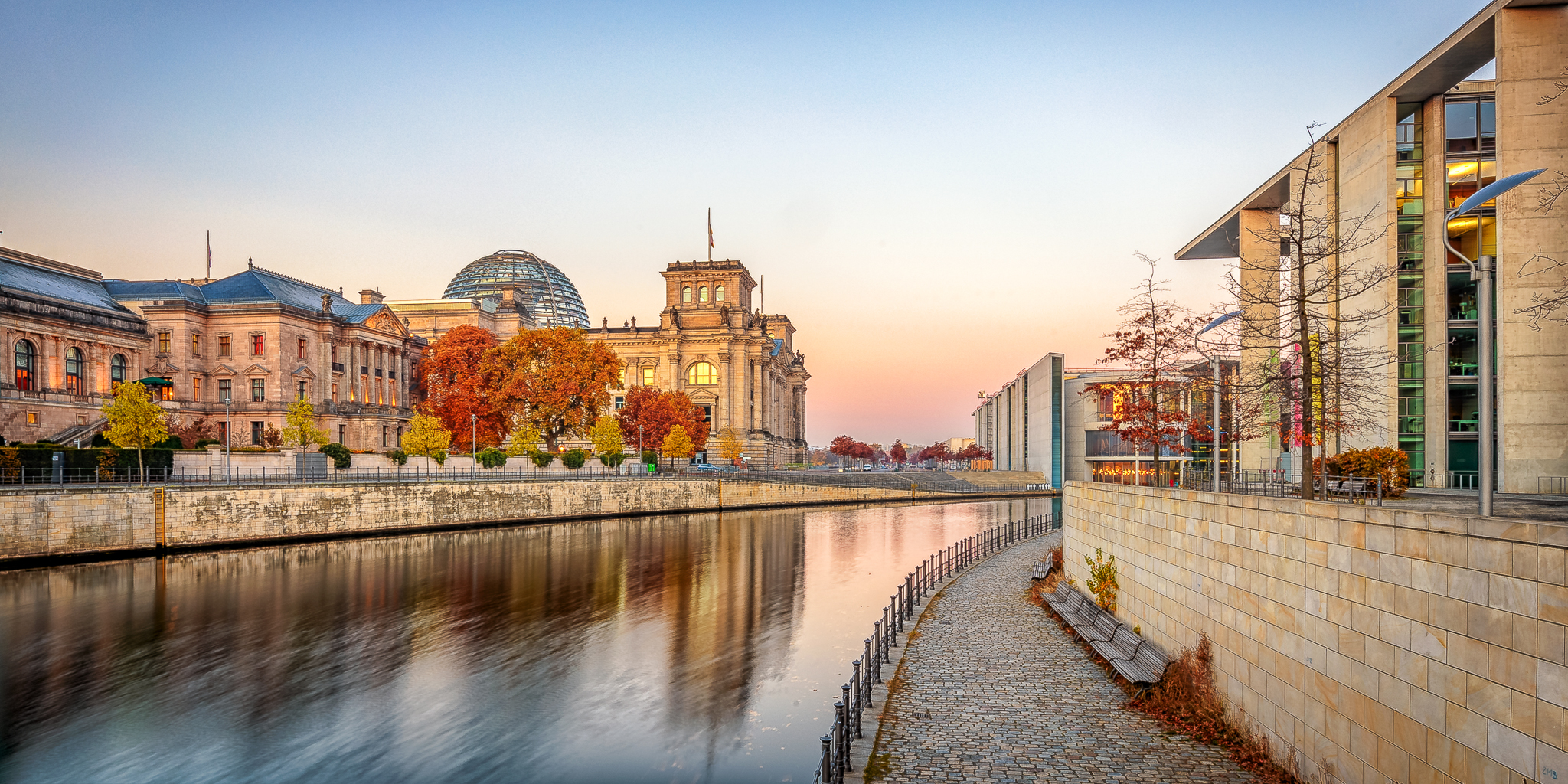
Regierungsviertel

W okręgu Mitte znajduje się dzielnica rządowa z najważniejszymi instytucjami Rządu Federalnego Republiki Federalnej Niemiec z jego ministerstwami, Bundestagiem, Parlamentem Niemiec, jak również pomnikami, ambasadami i przedstawicielstwami innych landów niemieckich.
- Bundestag z historycznym budynkiem Reichstagu
- Urząd Kanclerza Federalnego
- Biura posłów w Paul-Löbe-Haus i w Marie-Elisabeth-Lüders-Haus
- Pałac Bellevue jako siedziba Prezydenta Niemiec
- Brama Brandenburska
- Ambasada Szwajcarii
- Dom Kultur Świata
- Pomnik Żołnierzy Radzieckich w Berlinie-Tiergarten
- Pomnik Pomordowanych Sinti i Romów
- Carillon

## Architektura

### Zabudowa

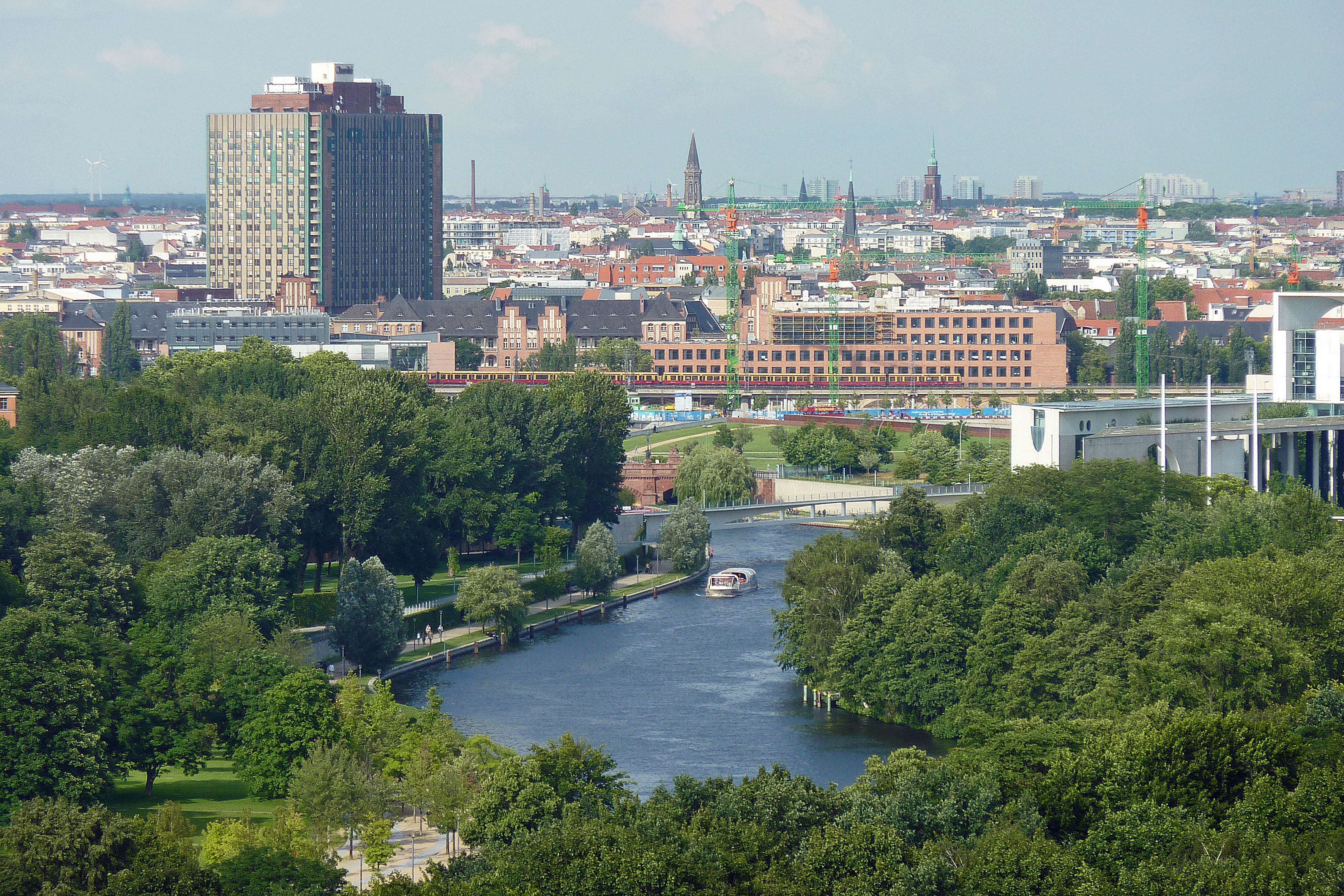
Widok na dzielnicę Mitte

- Alexanderplatz
- Pałac Bellevue
- Uniwersytet Humboldtów
- Sąd rejonowy w Wedding
- Berliner Fernsehturm
- Brama Brandenburska
- Cmentarz w Dorotheenstadt
- Gendarmenmarkt
- Nikolaiviertel
- Plac Poczdamski
- Ulica Unter den Linden
- Hackesche Höfe
- Czerwony ratusz
- aleja Karola Marksa

### Budowle sakralne

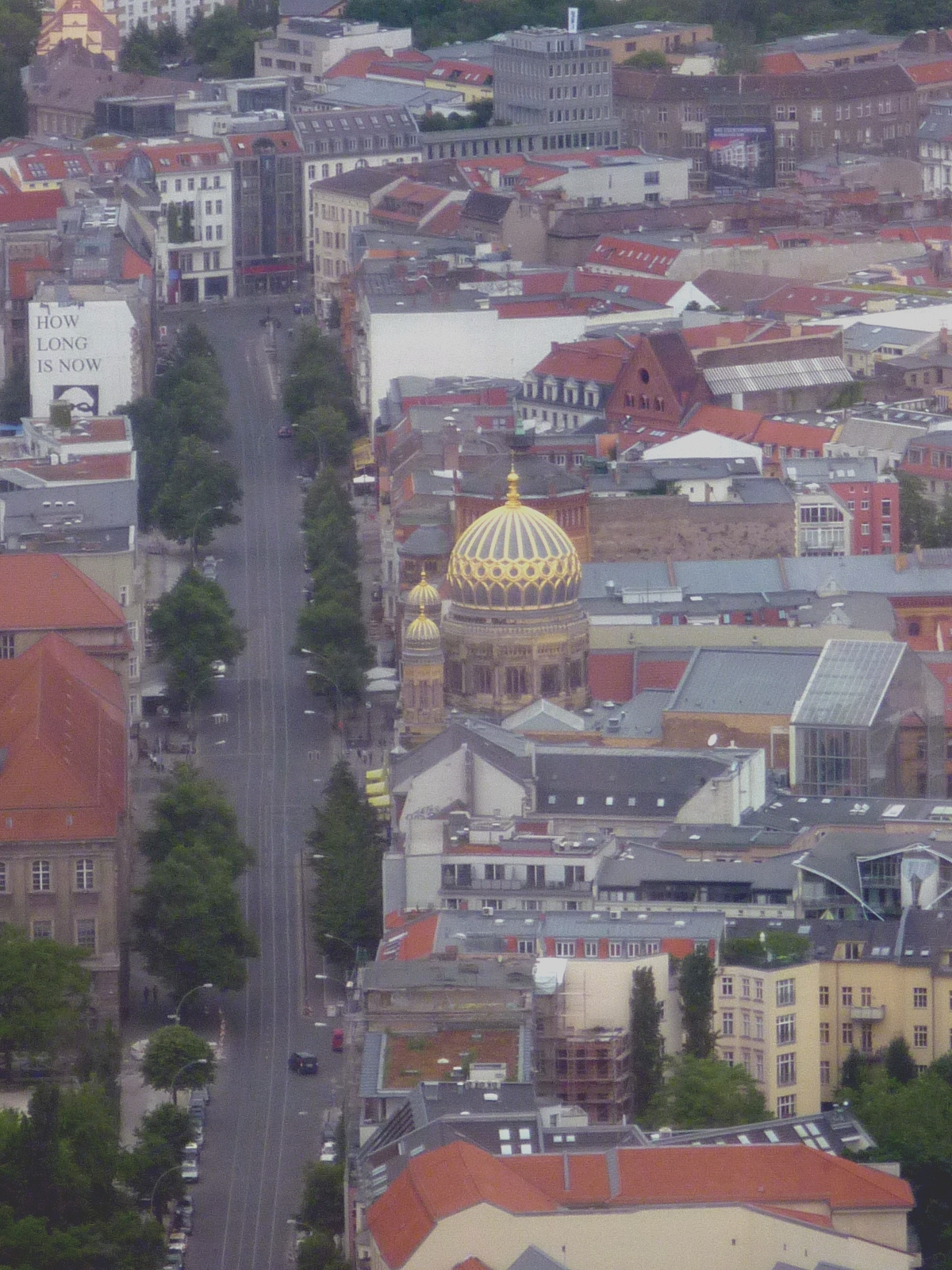
Nowa Synagoga w Berlinie w Spandauer Vorstadt

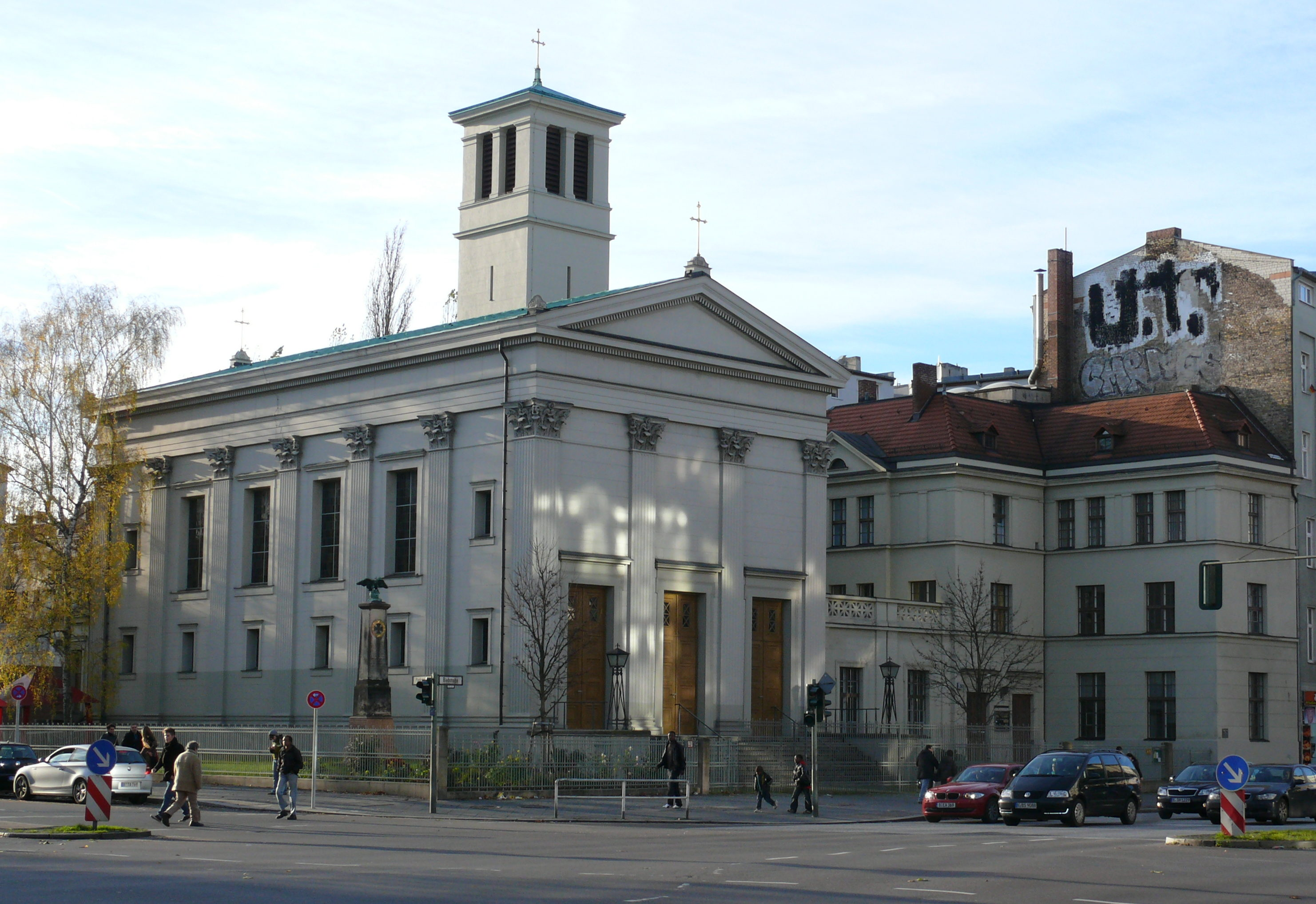
St.-Pauls-Kirche w części miasta Gesundbrunnen

- Katedra Berlińska
- Nowa Synagoga
- Kościół Mariacki
- Kaiser-Friedrich-Gedächtniskirche
- Neue Nazarethkirche
- Alte Nazarethkirche
- Johanniskirche
- Kościół św. Mateusza
- Kościół św. Mikołaja
- Katedra św. Jadwigi
- Sophienkirche
- Kapelle der Versöhnung
- Sankt-Michael-Kirche
- St.-Pauls-Kirche
- Zionskirche
- Stephanuskirche
- St. Petrus-Kirche
- Erlöserkirche
- St. Jakob-Kirche

### Muzea
- Wyspa Muzeów
- Hanf-Museum

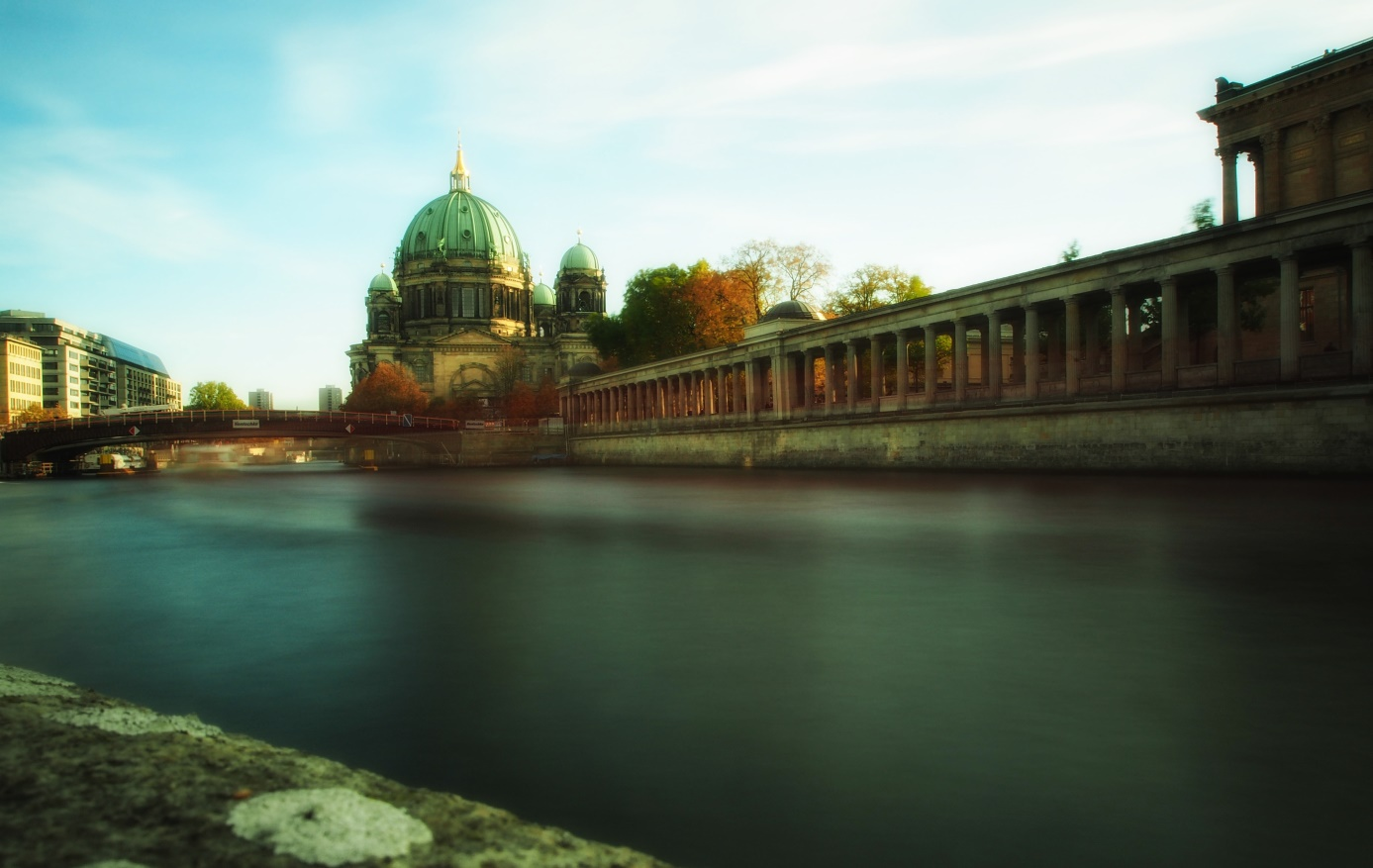
Wyspa Muzeów i Katedra w Berlinie

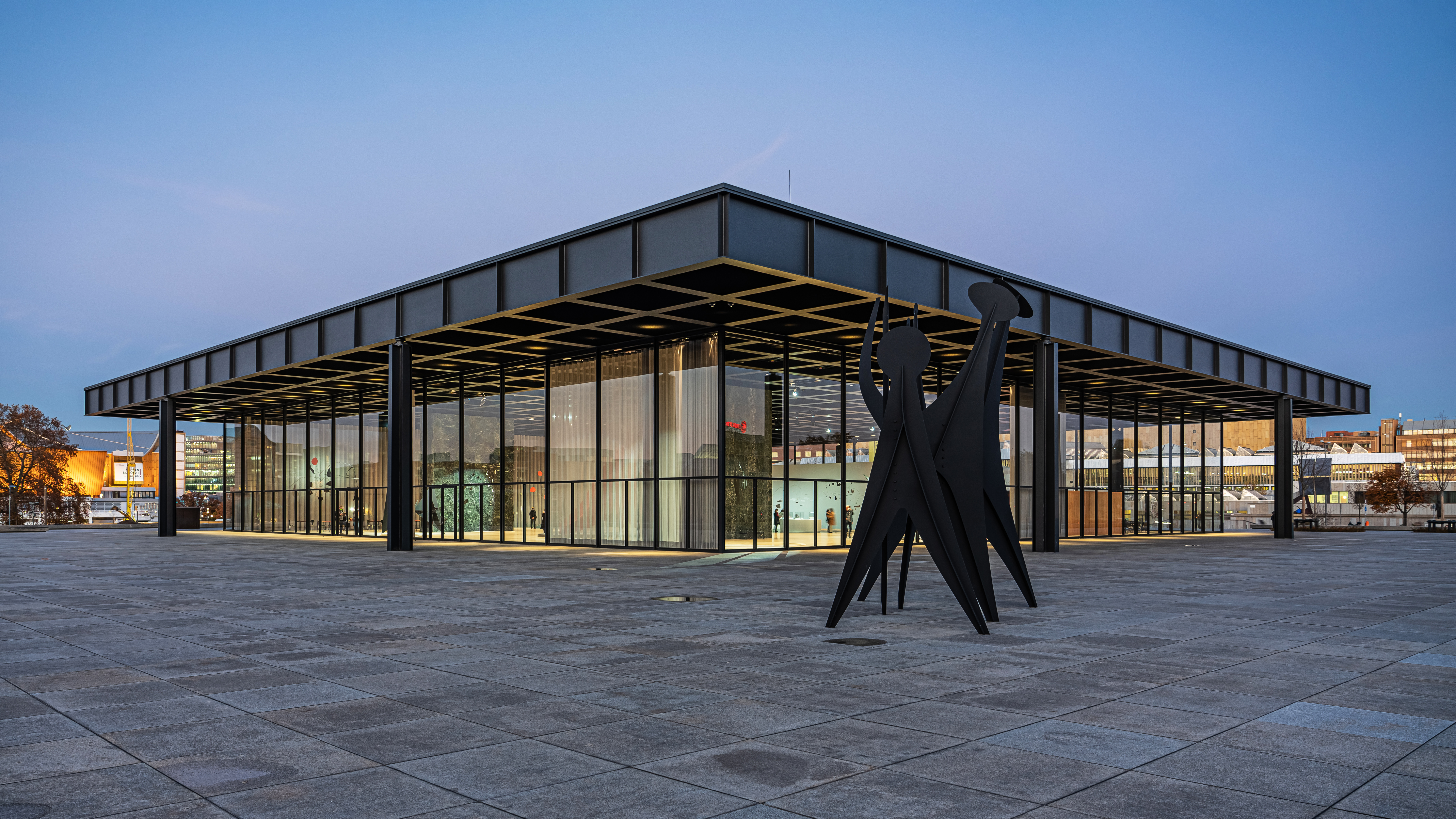
Neue Nationalgalerie w Tiergarten

- Niemieckie Muzeum Historyczne w Zeughaus
- Neue Nationalgalerie
- Muzeum Komunikacji
- Märkisches Museum
- Ephraim-Palais
- Muzeum Heinricha Zille
- Musikinstrumenten-Museum
- Schwules Museum
- Kupferstichkabinett Berlin
- Knoblauchhaus
- Deutsche Kinemathek
- Bauhaus-Archiv
- Gemäldegalerie

### Teatry i opery

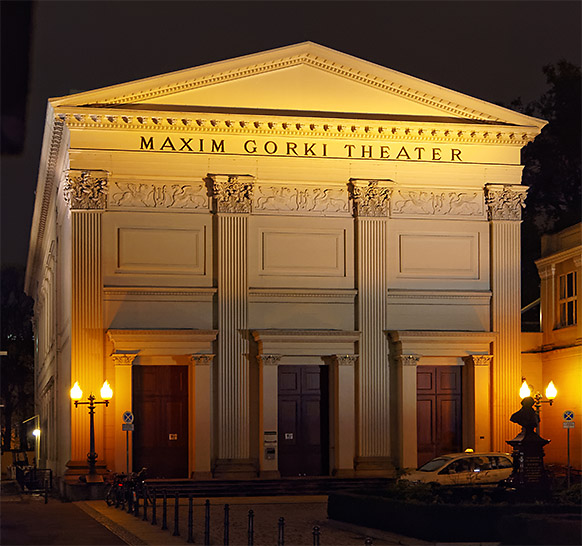
Maxim-Gorki-Theater

- Staatsoper Unter den Linden
- Chamäleon
- Komische Oper
- Admiralspalast
- Friedrichstadt-Palast
- Maxim-Gorki-Theater
- Grips-Theater
- Deutsches Theater
- Volksbühne
- Galli Theater

## Transport zbiorowy
Przez okręg przebiega linia metra U1, U2, U5, U6, U8 oraz U9.